# Буавишта-душ-Пиньейруш
Буавишта-душ-Пиньейруш (порт.  Boavista dos Pinheiros) — фрегезия (район) в муниципалитете Одемира округа Бежа в Португалии. Территория — 37,878 км². Население — 1200 жителей. Плотность населения — 31,7 чел/км².